# 의약품 안심 서비스
의약품 안심 서비스(DUR, Drug Utilization Review)는 대한민국의 의약품 처방·조제 지원 시스템으로서, 환자가 여러 의사에게 진료 받을 경우 의사와 약사는 환자가 복용하고 있는 약을 알지 못하고 처방·조제하여 환자가 약물 부작용에 노출될 가능성 있어 의약품 처방·조제 시 병용 금기 등 의약품 안전성 관련 정보를 실시간으로 제공하여 부적절한 약물 사용을 사전에 점검할 수 있도록 하는 시스템 구축함으로써 의사 및 약사에게 의약품 안전 정보를 제공하는 것을 말한다.
건강보험심사평가원을 중심으로 전국 의료기관 및 약국과 정보 연계망을 구축하여 의사가 의약품을 처방하고, 약사가 조제할 때 환자별 투약 정보를 바탕으로 의약품 안전성과 관련된 정보를 진료·조제 컴퓨터에 실시간 제공함으로써 약화사고(薬禍事故)를 사전에 차단하여 국민 건강을 보호할 수 있다. 

## 같이 보기
- 약물 사용 검토